# Кеміярві
Кеміярві (фін. Kemijärvi)  — місто на півночі Фінляндії. Розташоване на південному сході провінції Лаппі. Населення 8 145 осіб (2014), площа 3,931.44 км², водяне дзеркало  — 425,84 км², щільність населення  — 2.32 осіб/км².

## Географія
Північне місто у Фінляндії На півночі межує з Пелкосенніемі, на сході з Саллою, на півдні з Посіо, на заході з Рованіємі.

## Вебкамери Кеміярві
- Вебкамера в центрі міста на вулиці Вапауденкату
- Вебкамера на майдані Небесних вогнів [Архівовано 18 лютого 2015 у Wayback Machine.]